# Polowanie na strażaków
Polowanie na strażaków (tytuł oryg. Firehouse) – amerykański telewizyjny dramat filmowy z 1997 roku.

## Obsada
- Richard Dean Anderson – Michael Brooks
- Lillo Brancato – Gaetano Luvullo
- Morris Chestnut – Andre
- Edie Falco – Kate Wilkinson
- Skipp Sudduth – Sy
- Burt Young – Frank Shea
- Dean Winters – Nick Wilkinson
- Gia Carides – Charlotte Brooks
- Michael Imperioli	– O'Connell